# Apatenia
Apatenia es un género de coleópteros de la familia Anthribidae.

## Especies
Contiene las siguientes especies:
- Apatenia annulipes
- Apatenia apicalis
- Apatenia asema
- Apatenia aureimacula
- Apatenia benina
- Apatenia clavicornis
- Apatenia conifera
- Apatenia cyclops
- Apatenia dimissa
- Apatenia elongata
- Apatenia fastigiata
- Apatenia festiva
- Apatenia gibba
- Apatenia gracilicornis
- Apatenia gracils
- Apatenia grumosa
- Apatenia gularis
- Apatenia heissi
- Apatenia infans
- Apatenia insignis
- Apatenia irrorata
- Apatenia longiclava
- Apatenia madida
- Apatenia marshalli
- Apatenia mesostigma
- Apatenia milnei
- Apatenia minor
- Apatenia nigripennis
- Apatenia oculifera
- Apatenia olivacea
- Apatenia pallidiceps
- Apatenia parvula
- Apatenia phaeura
- Apatenia poecila
- Apatenia promota
- Apatenia pulla
- Apatenia pustulata
- Apatenia raniceps
- Apatenia rectangula
- Apatenia sagax
- Apatenia salomonis
- Apatenia signaticollis
- Apatenia stigmatica
- Apatenia stysi
- Apatenia sulcicollis
- Apatenia surda
- Apatenia tenuis
- Apatenia toliana
- Apatenia unituberculata
- Apatenia viduata